# Société royale d'Afrique du Sud
Pour les articles homonymes, voir Société royale.
La Société royale d'Afrique du Sud (Royal Society of South Africa, RSSAf) est une société savante composée de scientifiques et d'universitaires éminents d'Afrique du Sud. La Société royale a obtenu sa charte royale de la main du roi Édouard VII en 1908, près d'un siècle après que les habitants du Cap aient commencé à concevoir une société savante nationale. Le fondateur en 1877 et premier président de la Société est Sir Henry Bartle Frere (1815–1884).

## Membres
Les membres (fellows) sont désignés par l'acronyme FRSSAf.
- Lee Rogers Berger, paléoanthropologue et archéologue américain (secrétaire).
- Harriet Margaret Louisa Bolus, botaniste sud-africaine.
- Anusuya Chinsamy-Turan, paléontologue sud-africaine.
- Paul Cilliers (en), philosophe sud-africain.
- Clarence Van Riet Lowe (en), ingénieur et archéologue sud-africain.
- Ronald J. Clarke, paléoanthropologue sud-africain.
- Lawrence Crawford (en), mathématicien.
- George F. R. Ellis, cosmologiste sud-africain.
- Edwin Leonard Gill (1877-1956), conservateur de musée britannique.
- Martin Hall (en), archéologue et anthropologue.
- Sydney Samuel Hough, astronome.
- Harry Irving (en), chimiste
- John Hewitt, zoologue sud-africain.
- Margaret Levyns, botaniste et taxonomiste sud-africaine.
- David Lewis-Williams, archéologue sud-africain.

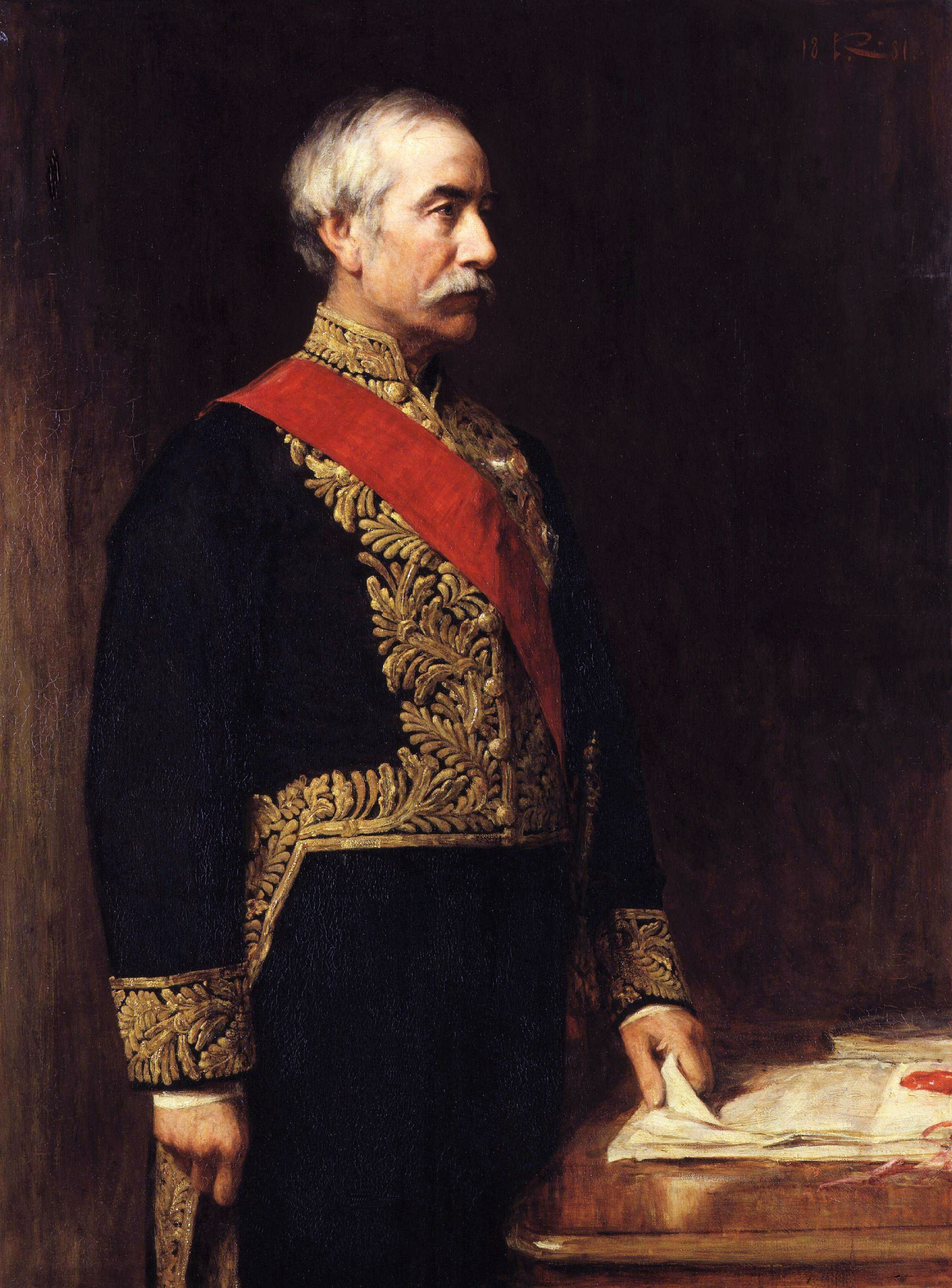
Sir Henry Bartle Frere, premier président de la Société royale d'Afrique du Sud, par Sir George Reid

- Valerie Mizrahi, biologiste sud-africaine.
- Mary Pocock, phycologue sud-africaine.
- Achim Richter (de), physicien.
- Arthur William Rogers, géologue
- Isaac Schapera, anthropologue britannique.
- Selmar Schönland, botaniste allemand.
- Judith Sealy, archéologue sud-africaine.
- Thomas Robertson Sim (en), botaniste
- Charles Abercrombie Smith (en), scientifique sud-africain.
- Henda Swart, mathématicienne sud-africaine.
- Jennifer Thomson, microbiologiste sud-africaine.
- Phillip Tobias, paléoanthropologue sud-africain.
- Johann Carl Vogel (en), physicien
- Lyn Wadley, archéologue sud-africaine.
- Walter Wargau (de), astronome allemand.